# 좀비랜드
《좀비랜드》(영어: Zombieland)는 2009년 개봉한 미국의 종말물 좀비 코미디 영화이다.
2019년 속편 《좀비랜드: 더블 탭》이 개봉하였다.

## 줄거리
광우병의 한 변종이 인간에게 전염되어 사람들을 좀비로 변하게 한 지 두 달이 지났다. 전염병 생존자들은 다른 생존자들을 만날 때 자신의 출신 도시를 별명으로 사용하고, 그들에게 너무 정을 주지 않으며 자신을 보호하라는 조언을 받는다. 독특한 좀비 생존 규칙을 가진 전 대학생 컬럼버스는 부모님을 찾기 위해 오스틴 (텍사스주)에서 콜럼버스 (오하이오주)로 향한다. 도중에 그는 탤러해시를 만나고, 탤러해시는 마지못해 컬럼버스를 오하이오로 태워주기로 동의한다. 탤러해시는 도중에 컬럼버스에게 좀비에게 죽임을 당한 자신의 "강아지" 벅을 그리워한다고 말한다.
두 사람은 사기꾼 자매 위치타와 리틀 록을 만난다. 리틀 록이 좀비에게 물린 척하여 탤러해시와 컬럼버스를 속여 무기와 에스컬레이드를 훔친다. 두 남자는 무기가 가득 실린 노란색 허머 H2를 찾아 계속 가다가, 소녀들이 설치한 또 다른 덫에 걸려 인질로 잡힌다. 탤러해시는 총을 다시 훔쳐 위치타와 대치하고, 컬럼버스가 자신들에게 더 큰 문제가 있다고 개입하자 그들 사이에 불안정한 휴전이 성립된다.
자매들은 좀비가 없다고 알려진 로스앤젤레스의 퍼시픽 플레이랜드로 가고 있다고 밝힌다. 자신의 고향이 파괴되었고 부모님도 사망했을 가능성이 높다는 것을 알게 된 컬럼버스와 탤러해시는 그들과 함께 놀이공원에 가기로 결정한다. 일행이 할리우드에 도착하자 탤러해시는 그들을 빌 머리의 집으로 안내한다. 탤러해시와 위치타는 좀비로 변장한 빌 머리를 만나고, 컬럼버스와 리틀 록에게 그가 좀비인 척 연기하도록 장난을 치지만, 컬럼버스는 실수로 머리를 죽인다. 컬럼버스는 모노폴리 게임 도중 "벅"이 사실은 탤러해시의 인간 아들이었고, 감염되어 죽었다는 사실을 깨닫는다.
위치타와 컬럼버스가 서로에게 반했지만, 다음날 아침 위치타는 리틀 록과 함께 퍼시픽 플레이랜드로 갑자기 떠난다. 컬럼버스는 위치타를 쫓아가기로 결심하고 탤러해시를 설득하여 함께 간다. 퍼시픽 플레이랜드에서 자매들은 모든 놀이기구와 불을 켜지만, 의도치 않게 주변의 많은 좀비들의 주의를 끈다. 탤러해시와 컬럼버스가 도착했을 때 그들은 드롭 타워 놀이기구에 갇히게 된다. 탤러해시는 좀비들을 게임 부스로 유인하여 여러 마리를 죽이고 컬럼버스는 드롭 타워로 향한다. 그는 좀비 무리를 피하고 총을 쏴서 안전하게 소녀들을 내려오게 한다. 위치타는 컬럼버스에게 키스하고 자신의 본명인 크리스타를 밝힌다. 이제부터 함께하기로 결정한 일행은 퍼시픽 플레이랜드를 떠난다.

## 출연진
- 제시 아이젠버그
- 우디 해럴슨
- 에마 스톤
- 애비게일 브레슬린
- 빌 머리
- 앰버 허드

## 기타 제작진
- 배역: 존 팹시데라
- 미술: 마허 아매드
- 세트: 진 서데이나
- 의상: 마갈리 구이다시